# Proteína de ligação TATA

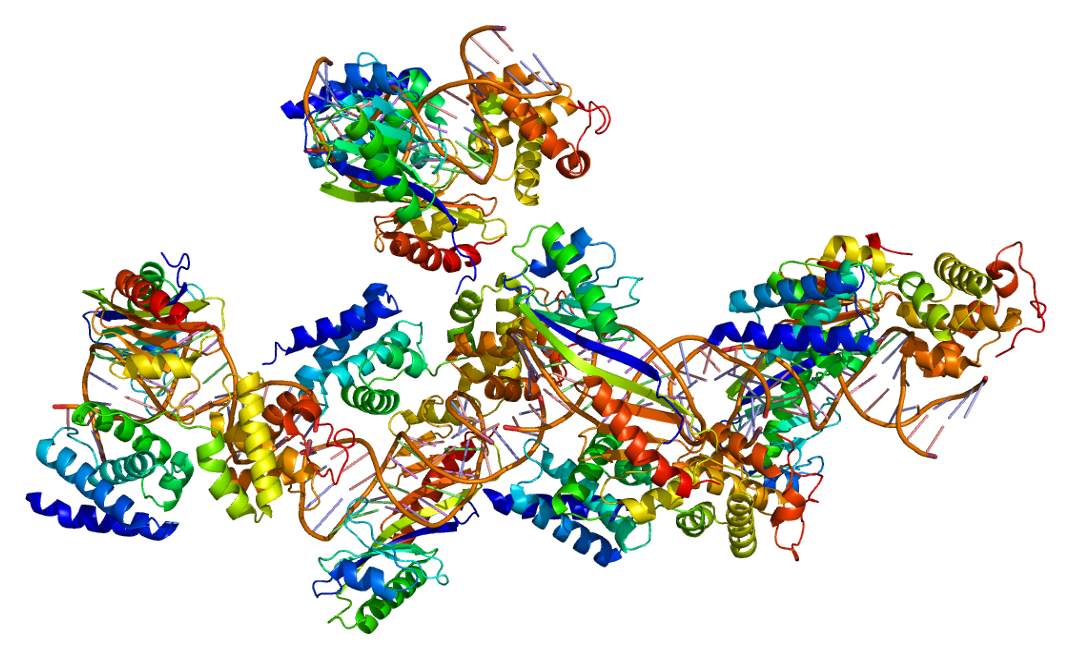
Estrutura da proteína TBP

A proteína de ligação a TATA (TBP, do inglês TATA-binding protein) é um factor de transcrição que se liga especificamente a uma sequência de DNA denominada TATA box. Esta sequência de ADN é encontrada a 25–30 pares de bases anteriores ao sítio de iniciação da transcrição em alguns promotores de genes eucariontes. TBP, juntamente com uma variedade de factores associados a TBP fazem a TFIID, um factor de transcrição geral que por sua vez faz parte do complexo de pré-iniciação da RNA-polimerase II. Como uma das poucas proteínas no complexo de pré-iniciação que se liga ao DNA de uma maneira específica de sequências, ajuda a posicionar a RNA-polimerase II sobre a sítio de início de transcrição do gene. No entanto, é estimado que só 10–20% dos promotores humanos contenham a sequência TATA box. Por isso, a TBP não é a única proteína envolvida no posicionamento da RNA-polimerase II.
A TBP está envolvida na desnaturação do DNA, torcendo o DNA em cerca de 80°. A TBP é uma proteína pouco usual porque se liga à fenda menos do RNA usando uma folha beta.
Uma outra característica distintiva da TBP é o longo conjunto de glutaminas no N-terminal da proteína. Esta região modula a actividade de ligação de DNA do C-terminal, e a modulação da ligação do RNA afecta a taxa de formação do complexo de transcrição e iniciação da transcrição.